# Ciudad Constitución
Ciudad Constitución (nevének jelentése: „Alkotmányváros”) város Mexikó Déli-Alsó-Kalifornia államának középső részén, Comondú község központja. Lakossága 2010-ben meghaladta a 20 000 főt. A Santo Domingo-völgy „mezőgazdasági szívének” (Corazón Agrícola del Valle de Santo Domingo) is nevezett település lakói nagy arányban foglalkoznak mezőgazdasággal.

## Földrajz
A város a Kaliforniai-félsziget déli részét elfoglaló állam, Déli-Alsó-Kalifornia középső vidékén, Comondú község déli részén, a Santo Domingo-völgy 50–60 méterrel a tenger szintje fölött fekvő síkságán található. Egy időszakos vízfolyása van: a Cañada del Toro.
A városon áthalad a félsziget legfontosabb útja, az 1-es főút, valamint rendelkezik egy belföldi repülőtérrel is.

## Népesség
A település népessége a közelmúltban szinte folyamatosan növekedett:
| Év   | Lakosság |
| ---- | -------- |
| 1990 | 17 583   |
| 1995 | 17 517   |
| 2000 | 17 532   |
| 2005 | 18 721   |
| 2010 | 20 017   |

## Története
A mai város helye a 20. század első felében lakatlan volt. 1949-ben Miguel Alemán Valdez elnök elrendelte a Santo Domingo-völgy 400 000 hektáros területének benépesítését. Több település is létrejött ekkortól kezdve, köztük 1953. május 10-én három család letelepedésével Ciudad Constitución elődje, Colonia Revolución Mexicana, más néven Kilometro 211 (mivel a főút mentén 211 km-re fekszik az állam fővárosától, La Paztól) vagy El Crucero.
A település 1954-ben subdelegación rangot kapott, 1957. április 13-án felvette a Villa Constitución nevet, 1960-ban pedig a delegación kategóriába emelkedett. 1971-ben elrendelték Déli-Alsó-Kalifornia állam létrehozását, így 1972-ben a ciudad rangot megkapó település az új állam három községének egyikének, Comondúnak a központjává vált. A város főútját Agustín Olacheáról nevezték el, aki 1949-ben, a betelepítés kezdetekor a környék kormányzója volt.
2000. február 5-én ideiglenesen az állam kormánya is ebbe a városba költözött.

## Turizmus, látnivalók
A településen nincsenek turisztikai látnivalók, de a minden év júliusában–augusztusában megrendezett ipari–mezőgazdasági kiállítás sok látogatót vonz. A város külterületén egy látogatható struccfarm is található.